# ميشيل ديسلوريرز
ميشيل ديسلوريرز هي ممثلة كندية، ولدت في 17 يناير 1946 في كيبك في كندا.

## وصلات خارجية
- ميشيل ديسلوريرز على موقع IMDb (الإنجليزية)
- ميشيل ديسلوريرز على موقع ألو سيني (الفرنسية)
- ميشيل ديسلوريرز على موقع قاعدة بيانات الفيلم (الإنجليزية)
- ميشيل ديسلوريرز على موقع كينوبويسك (الروسية)